# Rodolfo Guillermo Valenzuela
Rodolfo Guillermo Valenzuela (Buenos Aires, 20 de noviembre de 1904 - Buenos Aires, 6 de marzo de 1967) fue un Ministro de la Corte Suprema de Justicia de Argentina.

## Actividad política y judicial
Estudió  en la Facultad de Ciencias Jurídicas y Sociales de la Universidad Nacional de La Plata, donde se recibió de abogado en 1930.
Adhirió al gobierno de facto surgido del golpe de Estado de 1943 y fue designado asesor de la Secretaría de Trabajo de la provincia de Salta y, más adelante, cuando las dependencias laborales provinciales se nacionalizaron, fue nombrado Delegado Regional de la misma. También integró una comisión de salarios del Petróleo del Nordeste.
Ingresó a la administración de justicia cuando se creó el fuero laboral en la Capital Federal y fue designado juez de la Cámara Nacional de Apelaciones del Trabajo.
El presidente Perón por decreto Nº 21839 del 26 de julio de 1947 lo designara juez de ese Tribunal y juró el 1 de agosto con los demás jueces y el procurador general de la Nación  Carlos Gabriel Delfino.
En diciembre de 1948 fue elegido Convencional por la Capital Federal para integrar la Convención Constituyente que se reunió entre enero y marzo de 1949 y reformó la Constitución Nacional.
Los jueces de la Corte lo eligieron presidente del tribunal por acuerdo del 29 de mayo de 1952, pero, tal como consta en el acuerdo,  postergó la asunción del cargo para el 4 de junio para que coincidiera con el inicio de un nuevo mandato presidencial de Perón; fue reelegido por acuerdo del 2 de junio de 1955. Integró el núcleo de los fieles de Eva Perón, a quien se refería reiteradamente en los discursos que pronunciara antes y después de su fallecimiento.
Desde 1948 desarrolló una gran actividad como Presidente de la Confederación Argentina de Deportes (Comité Olímpico), cargo en razón del cual asistió con frecuencia al lado de Perón inaugurando campeonatos de fútbol y otros deportes, tal como aparece en fotografías y noticieros fílmicos de la época.

## Algunas resoluciones de la Corte que integró
La Corte en el caso “José Bassi” declaró que los decretos del Poder Ejecutivo podían establecer jurisdicción militar especial para juzgar a civiles, si bien limitada al conocimiento de delitos y faltas vinculados con el servicio. Cuando se declaró el estado de guerra interno el 28 de septiembre de 1951 por un decreto convalidado luego por la ley 14.062, la mayoría de los jueces de la Corte entendieron que la declaración del estado de guerra, aún en el orden interno, era acto político y privativo de los poderes políticos y declararon la constitucionalidad de la ley. Posteriormente, al rechazar el recurso de habeas corpus por un detenido resolvieron que sólo podía intervenir la justicia para juzgar las formas, condiciones y extensión en la aplicación del estado de guerra interna y el estado de sitio a los casos particulares. En sentido concordante, rechazó los habeas corpus fundados en la inconstitucionalidad de la ley 14.062.
La Corte dictó una serie de acordadas destinadas a demostrar su lealtad hacia el presidente y su esposa. Por Acuerdo del 26 de junio de 1952, se le dio el nombre de Eva Perón a la Biblioteca de la Corte; por Acuerdo del 17 de julio de 1952, se adhirió a la Comisión Nacional Pro Monumento a Eva Perón, que todavía no había fallecido; por Acuerdo del 15 de abril del mismo año, la Corte se adhirió al acto de homenaje al presidente Perón por su acción de gobierno y declaró asueto para la concurrencia al acto público. Ninguno de estos acuerdos fue firmado por el juez Tomás Darío Casares.
En el caso de un juez que reclamó amparo por considerar violada la garantía constitucional de inamovilidad al ser trasladado por decreto del Poder Ejecutivo del 21 de noviembre de 1952, la Corte declaró que no tenía competencia en ejercicio de la superintendencia sobre los jueces de la justicia nacional que le otorgaba el art. 94 del nuevo texto constitucional aprobado en 1949, para decidir sobre la constitucionalidad de los actos emanados de los otros poderes. El juez Casares votó en disidencia manteniendo el criterio que había expresado en casos similares en 1945.
La Corte con los votos de Valenzuela, Longhi y Pessagno –con la disidencia de Casares- confirmó la sanción disciplinaria a dos Secretarios federales de Córdoba aplicadas por “exhibir distintivos que los individualizaban como afiliados a congregaciones o asociaciones católicas” que quebraban “la solidaridad total que se debe al Excmo. Sr. Presidente de la Nación, Gral. Perón, y al sentido de la política de su gobierno”. Como esta sanción no estaba firme, la nueva Corte integrada por jueces designados por el gobierno de facto la dejó sin efecto porque no había norma que impidiera a los funcionarios usar distintivos de su fe religiosa.
Luego de ser derrocado Perón, fue separado del cargo por el gobierno de facto emergente del golpe de Estado por decreto Nº 318 del 4 de octubre de 1955.
Compartió La Corte Suprema en distintos momentos con Justo Lucas Álvarez Rodríguez, Tomás Darío Casares, Luis Ricardo Longhi, Felipe Santiago Pérez y Atilio Pessagno.